# Gisela Mota Ocampo
Gisela Mota Ocampo (Temixco, 13 marzo 1982 – Temixco, 2 gennaio 2016) è stata una politica messicana.
Dopo essere stata deputata federale dal 2012 al 2015, fu eletta sindaco della città di Temixco, nello stato del Morelos, dopo una campagna elettorale incentrata sulla lotta ai narcotrafficanti.
Entrata in carica il 1º gennaio 2016, venne assassinata il giorno immediatamente successivo, all'età di 33 anni, mentre si trovava nella sua abitazione, a colpi d'arma da fuoco. 